# William Elliott
William Elliott (overleden in 1792) was een luitenant in de Britse koninklijke marine en een maritiem schilder.
Elliott bouwde een stevige reputatie op als schilder van zeetaferelen in de periode tussen 1780 en 1790. Hij verscheen voor het eerst als exposant in 1774 aan de Free Society of Artists, met de werken A Perspective View of the European Factory at Canton in China en A View of the Green, &c. at Calcutta in Bengal. Aan de Koninklijke Academie stelde hij in 1784 voor het eerst tentoon als ere-exposant met A Frigate and Cutter in Chase.
Aan dezelfde tentoonstelling droeg hij vervolgens bij:
- The Fleet in Port Royal Harbour, Jamaica, after the Action of 12 June 1781 (1785),
- View of the City of Quebec (1786),
- Breaking the French Line during Lord Rodney's Action on 12 April 1782 (1787),
- The Fire at Kingston, Jamaica, on 8 Feb. 1782 (1788),
- The Action between H.M.S. Quebec and Le Surveillant en
- The Action between H.M.S. Serapis en Le Bonhomme (1789).

Elliott was een fellow van de Incorporated Society of Artists en droeg aan hun tentoonstelling van 1790 zeven doeken bij, en zes aan die van 1791, het jaar dat hij ook voorzitter van de vereniging was. Twee schilderijen van hem die de Engelse vloot afbeelden bevinden zich in de koninklijke collectie in Hampton Court. Elliott, die toen kapitein was, stierf in Leeds op 21 juli 1792. Van sommige van zijn werken werden gravures en etsen gemaakt, waaronder zijn zelfgemaakte The Dreadful Situation of the Halsewell, East Indiaman, 6 Jan. 1786 in aquatint.

## Referentie
- Dictionary of National Biography, 1885-1900, Volume 17: "Elliott, William (d.1792) (DNB00)"

- RKD-Nederlands Instituut voor Kunstgeschiedenis: 26026
- Union List of Artist Names: 500001917
- Virtual International Authority File: 95692135